# Lottie Williams (actrice, née en 1874)
Pour les articles homonymes, voir Lottie Williams.
Lottie Williams  (20 janvier 1874 - 16 novembre 1962) est une actrice américaine dont la carrière se déroule à la fois dans le cinéma muet et dans le cinéma sonore.

## Filmographie
- A Full House (en) (1920)
- Twin Beds (1920)
- All Soul's Eve (en) (1921)
- Is Matrimony a Failure? (en) (1922)
- The Veiled Woman (en) (1922)
- The Barefoot Boy (en) (1923)
- Yesterday's Wife (en) (1923)
- The Tomboy (1924)
- The Country Beyond (en) (1926)
- Arizona Nights (en) (1927)
- Strictly Modern (1930)
- Wonder Bar (1934)
- La Fine Équipe (1934)
- Elinor Norton (en) (1934)
- Registered Nurse (1934)
- Anthony Adverse (1936)
- The Case of the Black Cat (en) (1936)
- I Married a Doctor (en) (1936)
- Murder by an Aristocrat (en) (1936)
- La Vie de Louis Pasteur (1936)
- Wine, Women and Horses (en) (1937)
- That Man's Here Again (en) (1937)
- Les conquérants de l'Ouest (en) (The Cherokee Strip) (1937)
- Sous-marin D-1 (1937)
- Septième District (1937)
- Crime au Far West (en) (Empty Holsters) (1937)
- The Beloved Brat (en) (1938)
- Les Anges aux figures sales (1938)
- Nuits de bal (1938)
- Nancy Drew... Detective (1938)
- Love, Honor and Behave (1938)
- Little Miss Thoroughbred (en) (1938)
- Penrod and His Twin Brother (en) (1938)
- Les Fantastiques Années 20 (1939, non créditée)
- Hommes sans loi (1939, non créditée)
- Victoire sur la nuit (1939 : Lucy)
- On Trial (1939)
- No Place to Go (en) (1939)
- Off the Record (en) (1939)
- Blackwell's Island (1939)
- Agent double (1939)
- Quatre Jeunes Femmes (1939)
- Le Printemps de la vie (1939)
- Private Detective (en) (1939)
- Money and the Woman (1940)
- Dancing on a Dime (1940)
- A Fugitive from Justice (en) (1940)
- Ladies Must Live (en) (1940)
- Calling All Husbands (en) (1940)
- Always a Bride (en) (1940)
- L'Homme qui parlait trop (1940)
- An Angel from Texas (1940)
- The Great Mr. Nobody (en) (1941)
- The Nurse's Secret (en) (1941)
- Passage from Hong Kong (en) (1941)
- One Foot in Heaven (1941)
- L'Homme de la rue (1941)
- L'Homme qui vint dîner (1942) (Dans la gare : non créditée)
- Échec à la Gestapo (1942)
- Busses Roar (en) (1942)
- L'Ange des ténèbres (1943)
- The Gorilla Man (en) (1943)
- Femme aimée est toujours jolie (1944)
- Hôtel Berlin (1945)
- One More Tomorrow (1946)
- Shadow of a Woman (1946)
- Two Guys from Milwaukee (1946)
- L'Amant sans visage (1947)
- The Big Punch (en) (1948)
- La Mariée du dimanche (1948)
- Ombres sur Paris (1948)
- L'Extravagant M. Philips (1949)
- One Last Fling (en) (1949)

## Galerie

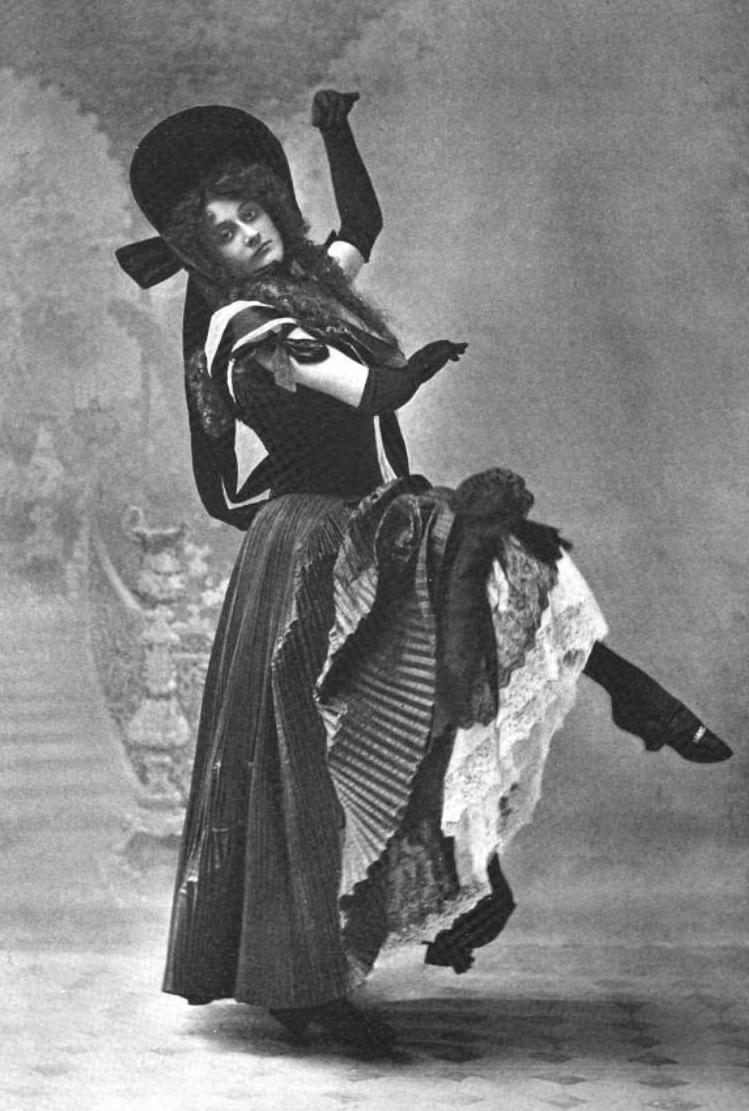
Lottie Williams dans In Town  (1897).
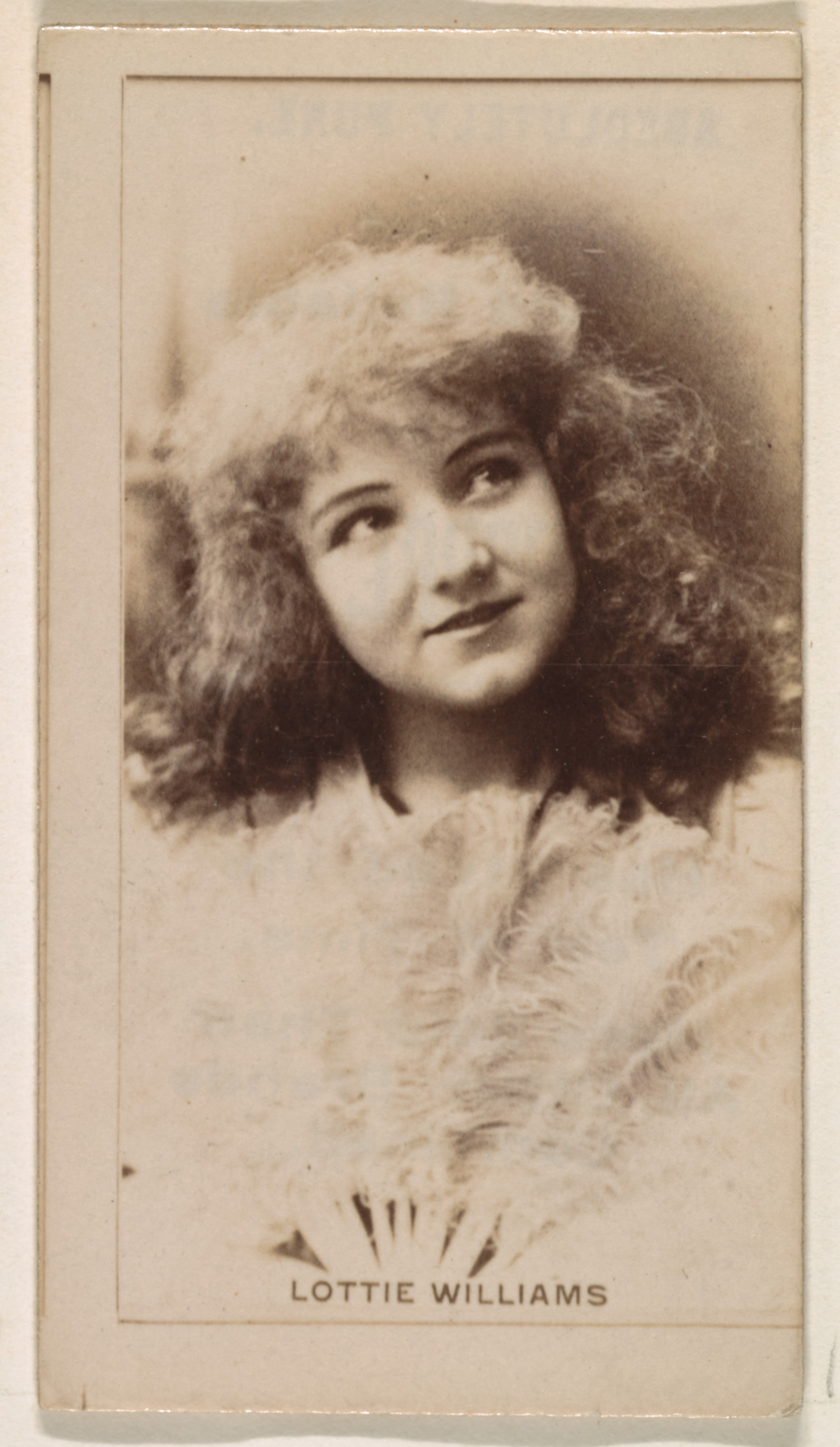
Lottie Williams dans une publicité pour des cigarettes (1890).